# Ползун (рельсовый транспорт)

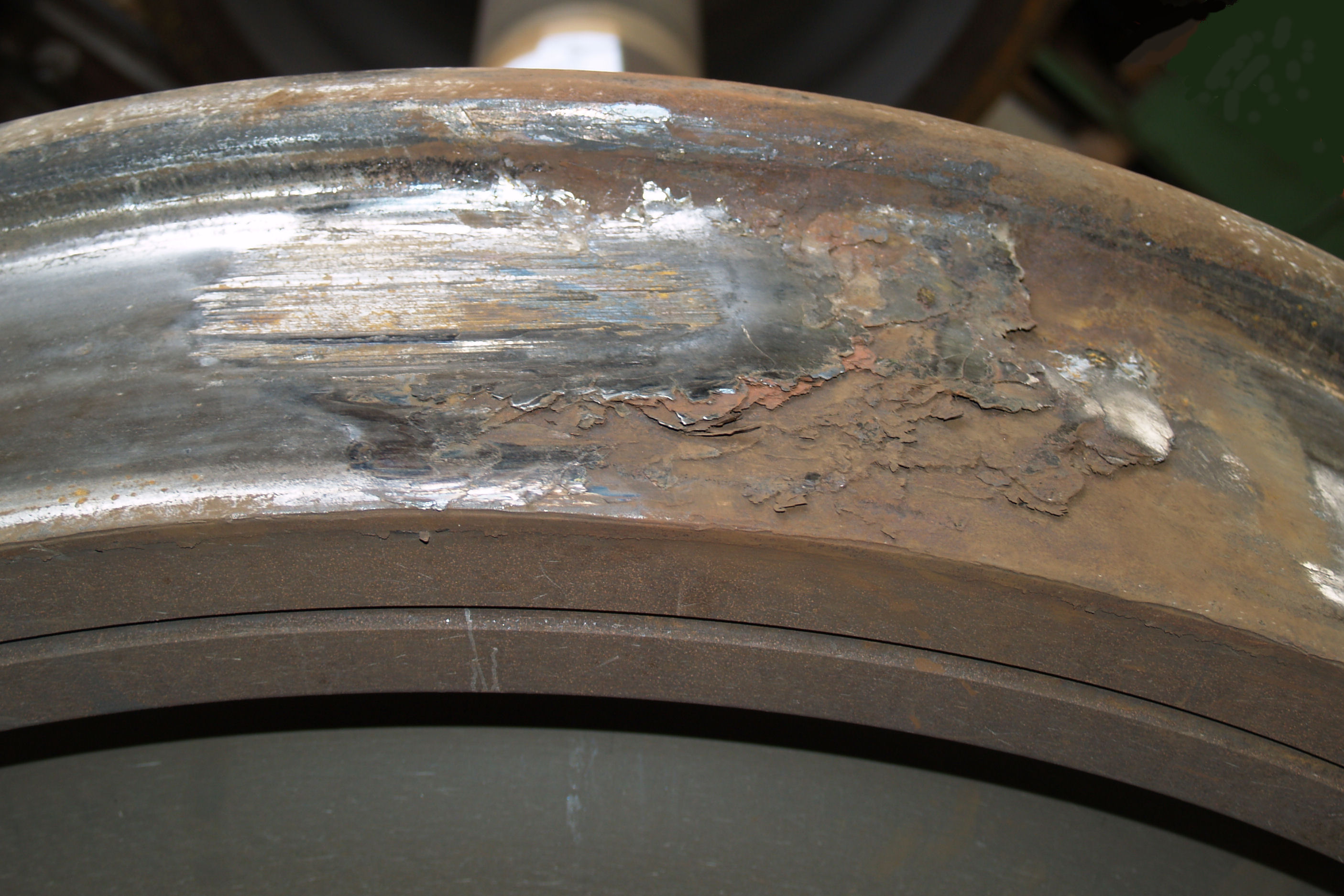
Ползун на поверхности колеса

Ползун (лыска) — повреждение поверхности катания колёс рельсовых транспортных средств (трамваев, подвижного состава железных дорог и метрополитена) относительно оси вращения, выражающееся в появлении на круговой поверхности катания плоского места. Наиболее распространённой причиной появления ползуна является блокирование колёс при движении (юз), что приводит к истиранию поверхности катания и образованию на ней плоского участка.
Основная опасность ползуна заключается в том, что из-за него на колесе создаётся несимметричность поверхности катания и при прохождении ползуна над рельсом колёсная пара словно молот бьёт с высоты ползуна по рельсовому пути, разрушая его. А также сторона колёсной пары с ползуном начинает «отставать» от исправной стороны, что может привести к разрушению буксовых узлов и сходу состава. О наличии ползунов свидетельствует частый молотоподобный стук колёс о рельсы, даже если они проходят участок пути без стыков.
Согласно ПТЭ, не допускается выпускать в эксплуатацию и к следованию в поездах железнодорожный подвижной состав, если ползун (выбоина) на поверхности катания у локомотивов, моторвагонного и специального подвижного состава, а также у тендеров паровозов и вагонов с роликовыми буксовыми подшипниками более 1 мм, а у тендеров с подшипниками скольжения более 2 мм.
При обнаружении в пути следования у вагона, кроме моторного вагона моторвагонного подвижного состава или тендера с роликовыми буксовыми подшипниками, ползуна глубиной более 1 мм, но не более 2 мм разрешается довести такой вагон (тендер) без отцепки от поезда (пассажирский со скоростью не свыше 100 км/ч, грузовой — не свыше 70 км/ч) до ближайшего пункта технического обслуживания, имеющего средства для замены колесных пар.
При величине ползуна у вагонов, кроме моторного вагона моторвагонного подвижного состава, от 2 до 6 мм, у локомотива и моторного вагона моторвагонного подвижного состава, а также специального самоходного подвижного состава от 1 до 2 мм допускается следование поезда, со скоростью 15 км/ч, а при величине ползуна у вагонов, кроме моторного вагона моторвагонного подвижного состава, свыше 6 до 12 мм и свыше 2 до 4 мм у локомотива и моторного вагона моторвагонного подвижного состава, а также специального самоходного подвижного состава — со скоростью 10 км/ч, до ближайшей станции, где колесная пара должна быть заменена.
При ползуне свыше 12 мм у вагона и тендера, свыше 4 мм у локомотива, моторного вагона моторвагонного подвижного состава и специального самоходного подвижного состава разрешается следование со скоростью 10 км/ч при условии вывешивания или исключения возможности вращения колёсной пары. Локомотив, специальный самоходный подвижной состав при этом должен быть отцеплен от поезда, тормозные цилиндры и тяговый электродвигатель (группа электродвигателей), осевой редуктор повреждённой колёсной пары отключены.